# مارسيلو جيروم كلارك
مارسيلو جيروم كلارك (بالإنجليزية: Marcellus Jerome Clarke)‏ هو جندي أمريكي، ولد في 1844 في فرانكلين في الولايات المتحدة، وتوفي في 15 مارس 1865 في لويفيل في الولايات المتحدة بسبب شنق.